# Anna Sadurska
Anna Sadurska z domu Lenkiewicz (ur. 1 września 1921 w Warszawie, zm. 3 marca 2004 tamże) – polska archeolożka i historyczka sztuki.

## Życiorys
Według wspomnień Aliny Margolis-Edelman nazywała się Hania Lewkowicz; razem z Margolis przebywała w warszawskim getcie, gdzie obie były uczennicami i pielęgniarkami w Żydowskiej Szkole Pielęgniarek prowadzonej przez Lubę Blum-Bielicką.
Absolwentka filologii klasycznej i archeologii. Studia ukończyła w 1949 i w tym samym roku podjęła pracę w Dziale Sztuki Starożytnej Muzeum Narodowego w Warszawie. Od 1951 wykładała w Katedrze Archeologii Śródziemnomorskiej Uniwersytetu Warszawskiego. W 1953 uzyskała stopień doktora na podstawie pracy na temat inskrypcji łacińskich znajdujących się w zbiorach Muzeum Narodowego. Przedmiotem jej zainteresowań badawczych stały się w tym okresie rzymskie zabytki sztuki sepulkralnej. Profesor od 1972. Była członkiem ekspedycji archeologicznych kierowanych przez Kazimierza Michałowskiego w Egipcie, Syrii, na Krymie. W latach 1970–1971 kierownik polskich wykopalisk w Palmyrze.

## Życie prywatne
Jej mężem był Franciszek Sadurski. Matka Wojciecha Sadurskiego. Pochowana na Cmentarzu Wojskowym na Powązkach (kwatera GII dod.-2-6).

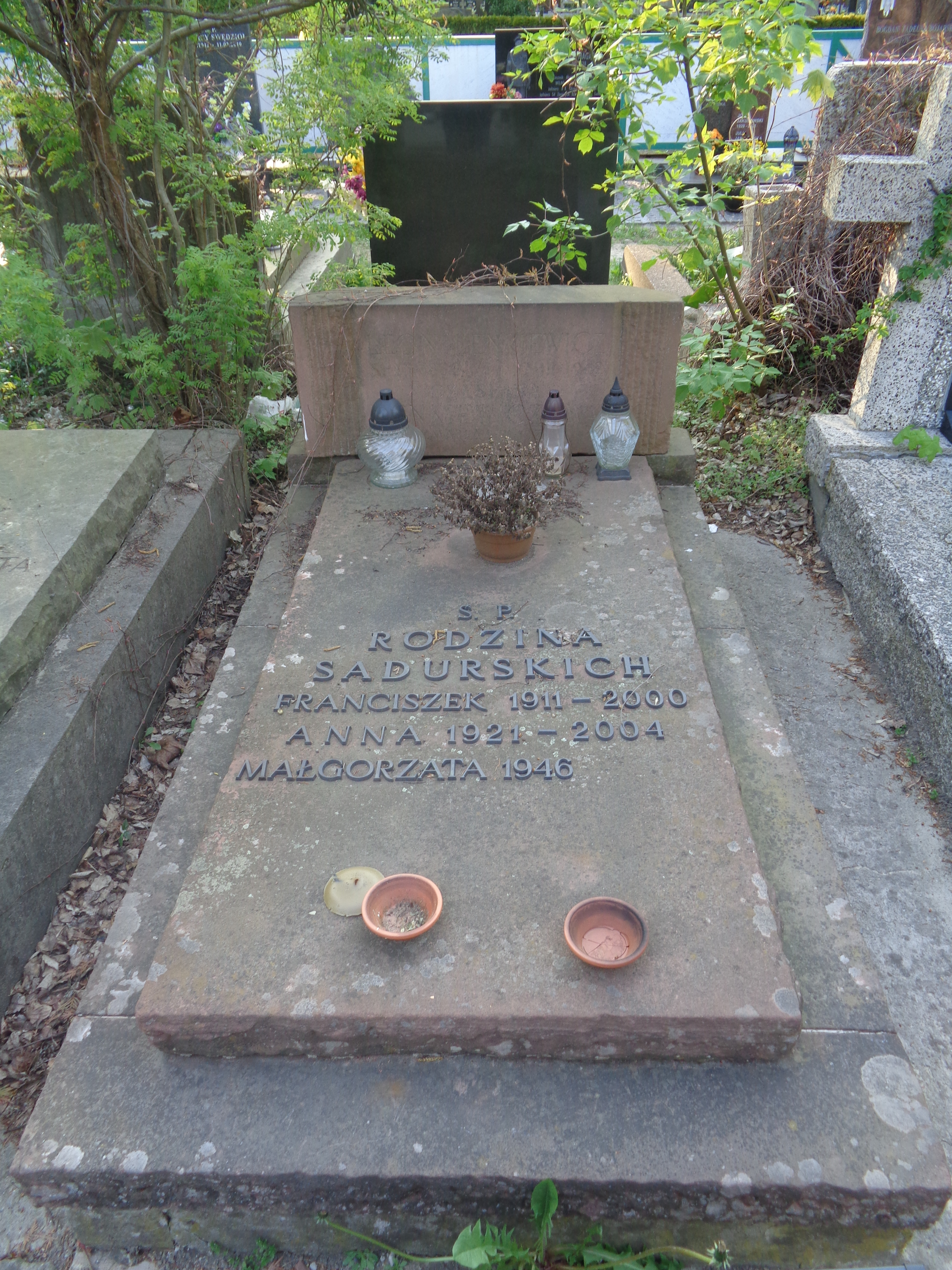
Grób Franciszka i Anny Sadurskich na Cmentarzu Wojskowym na Powązkach

## Wybrane publikacje
- Les tables iliaques, Warszawa, Państwowe Wydawnictwo Naukowe 1964.
- W cieniu Panteonu: o sztuce starożytnego Rzymu, Warszawa: „Wiedza Powszechna” 1965.
- Archeologia starożytnego Rzymu, cz. 1–4, Warszawa: Wydawnictwa Uniwersytetu Warszawskiego 1965–1971.
- Palmyra – narzeczona pustyni: dzieje i sztuka, Warszawa: „Wiedza Powszechna” 1968.
- Sztuka ziemi wydarta: archeologia klasyczna 1945–1970: najnowsze odkrycie i metody badań, Warszawa: "Wiedza Powszechna" 1972.
- Les portraits romains dans les collections polonaises, Warszawa: Éditions Scientifiques de Pologne 1972.
- Archeologia starożytnego Rzymu, t. 1: Od epoki królów do schyłku republiki, Warszawa: Państwowe Wydawnictwo Naukowe 1975.
- Le tombeau de famille de 'Alainê = Grobowiec rodziny 'Alainê, Varsovie: Éditions Scientifiques de Pologne 1977.
- Archeologia starożytnego Rzymu, t. 2: Okres cesarstwa, Warszawa: Państwowe Wydawnictwo Naukowe  1980.
- (redakcja) Z dziejów miłośnictwa antyku w Polsce = Sur les amateurs de l'antiquité en Pologne, pod red. naukową Anny Sadurskiej, Warszawa: Wydawnictwa Uniwersytetu Warszawskiego 1989.
- Les Sarcophages et les fragments de sarcophages dans les collections polonaises, par Anna Sadurska et Zsolt Kiss, Warszawa: APS. Centre d'Archéologie Méditerranéenne 1992.